# Панфилово (Павлодарская область)
Панфи́лово (каз. Панфилов) — село в Иртышском районе Павлодарской области Казахстана. Расположено в 208 км к северо-западу от областного центра — Павлодара и в 39 км к западу от районного центра — Иртышска. Административный центр и единственный населённый пункт Панфиловской сельской администрации. Код КАТО — 554663100.

## История
Фундамент был заложен в 1921 году на месте бывшего казахского посёлка Байпак. В 1929 году был отделением № 1 Суворовского зернового совхоза. В 1942 году совхоз был отделён от «Суворовского» и получил наименование «Панфиловский».
В 1962 году в состав совхоза влились колхоз имени Калинина и Новоивановская МТС. В 1994 году предприятие стало частным сельскохозяйственным предприятием, а в 1996 году было организовано ТОО «Панфиловское».

## Население
В 1985 году в селе проживали 1169 человек. В 1999 году население села составляло 1348 человек (660 мужчин и 688 женщин). По данным переписи 2009 года в селе проживало 781 человек (382 мужчины и 399 женщин).

## Известные уроженцы
Уроженцем села является российский финансист Герман Греф.